# Épervier d'Europe
Vous lisez un « article de qualité » labellisé en 2013.
Accipiter nisus
Pour les articles homonymes, voir Épervier (homonymie).
« Mouchet » redirige ici. Pour les autres significations, voir Mouchet (homonymie).
Espèce
Synonymes
- Falco nisus Linnaeus, 1758
(protonyme)

Statut de conservation UICN

 LC  : Préoccupation mineure
Statut CITES
L'Épervier d'Europe (Accipiter nisus) est une petite espèce d'oiseaux de proie de la famille des Accipitridae.

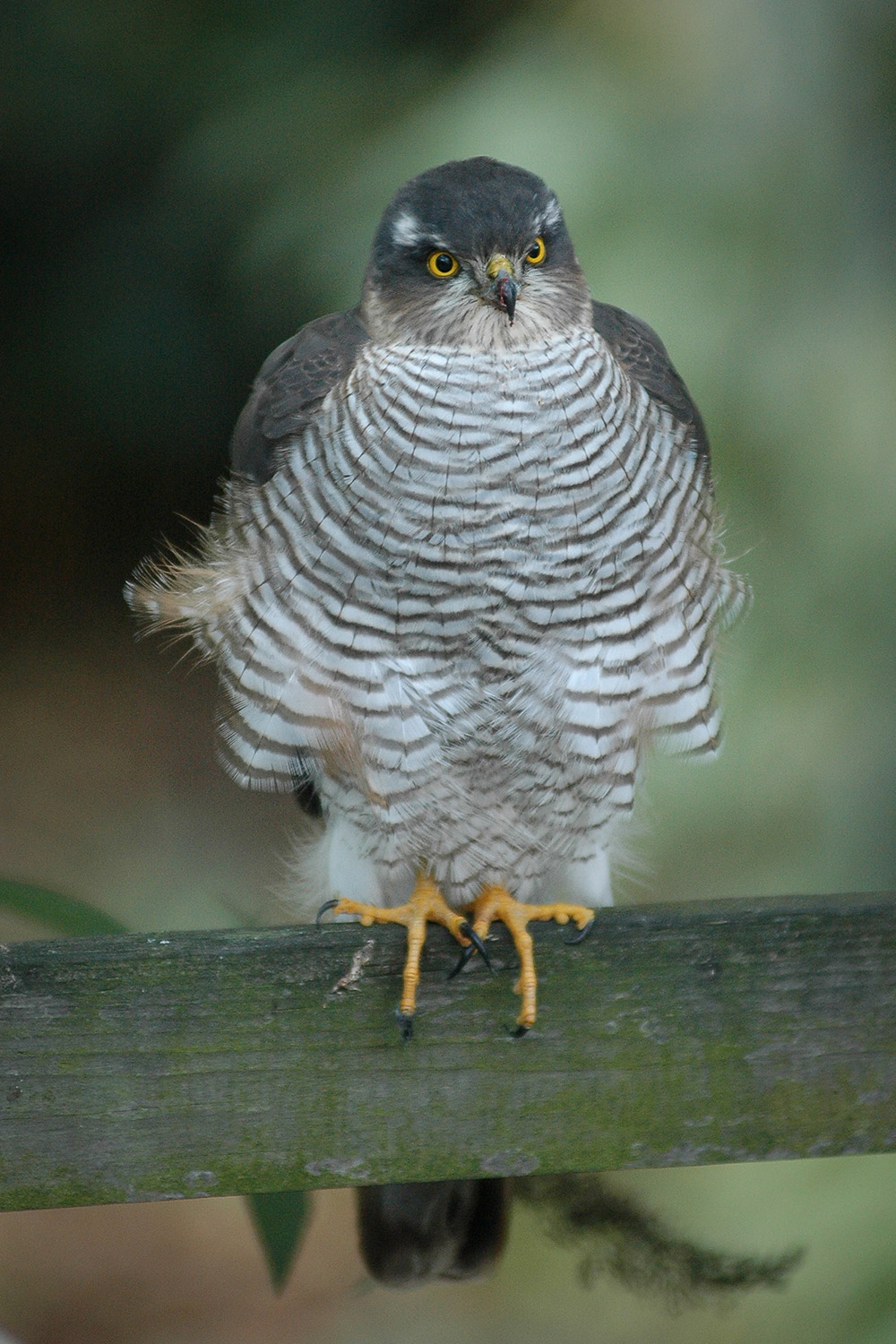
Femelle perchée en région naturelle de Betuwe, province de Gueldre, Pays-Bas.

Le mâle adulte a les parties supérieures gris bleuâtre et des parties inférieures barrées d'orange ; la femelle et le jeune sont bruns au-dessus et barrés de brun au-dessous. La femelle est jusqu'à 25 % plus grande que le mâle, ce qui constitue l'une des plus grandes différences de taille entre les sexes parmi toutes les espèces d'oiseaux. Bien qu'il soit un prédateur spécialiste des oiseaux des bois, l'Épervier d'Europe peut être trouvé dans n'importe quel habitat et, dans les villes, chasse souvent les oiseaux de jardin. Les mâles prennent plutôt les petits oiseaux comme les mésanges, les fringillidés ou des passéridés alors que les femelles attrapent surtout des grives et des étourneaux, tout en étant capables de tuer des oiseaux pesant jusqu'à plus de 500 grammes.
L'Épervier d'Europe compte sept sous-espèces variant légèrement en taille et en coloration ; elles peuplent les régions tempérées et subtropicales de l'Ancien Monde. Tandis que les oiseaux se trouvant dans le nord de l'aire de répartition migrent vers le sud pour l'hiver, leurs congénères du sud sont résidents à l'année ou ne réalisent que des mouvements de dispersion. Cet épervier se reproduit dans les régions boisées de tout type, avec un nid construit dans un arbre à l'aide des brindilles et mesurant jusqu'à 60 cm de diamètre. La femelle pond quatre ou cinq œufs bleu pâle tachetés de brun, le succès de la couvée dépendant du maintien d'un poids élevé de la femelle, tandis que le mâle apporte la nourriture. Les poussins éclosent après 33 jours d'incubation et quittent le nid au bout de 24 à 28 jours.
Un peu plus du tiers des jeunes survit à sa première année, mais le taux de survie pour les adultes d'une année à l'autre est double. La mortalité chez les jeunes mâles est supérieure à celle des jeunes femelles et la durée de vie typique tous sexes confondus est de quatre ans. Cette espèce est aujourd'hui l'un des oiseaux de proie des plus communs en Europe, bien que les effectifs des populations se soient effondrés après la Seconde Guerre mondiale. Les insecticides organochlorés utilisés pour traiter les semences avant le semis se sont répandus dans la population d'oiseaux et leurs concentrations ont suffi à tuer certains éperviers, ou en affaiblir d'autres ; les oiseaux affectés pondent des œufs aux coquilles fragiles qui éclatent lors de l'incubation. Depuis l'interdiction de ces produits chimiques, l'espèce a récupéré ses effectifs jusqu'à devenir relativement courante, et elle est aujourd'hui classée comme de préoccupation mineure sur la liste rouge de l'UICN.
Le comportement de chasse de l'Épervier d'Europe lui a valu d'être en conflit avec l'humain pendant des centaines d'années, en particulier avec les propriétaires de pigeons de course et les éleveurs de volaille ou de gibier à plumes. Il a également été mis en cause dans la diminution des populations de passereaux. Les recherches scientifiques n'ont pas établi de lien entre l'augmentation du nombre d'Éperviers d'Europe et les déclins de certains oiseaux des terres agricoles ou des bois après la Seconde Guerre mondiale ; les études des décès des pigeons de course montrent que les éperviers sont responsables de moins d'un pour cent des pertes. Les fauconniers utilisent l'Épervier d'Europe depuis le XVIe siècle au moins ; bien que l'espèce ait la réputation d'être difficile à entraîner, elle est également louée pour son courage. L'espèce est représentée dans la mythologie germanique et mentionnée dans les ouvrages de certains écrivains comme William Shakespeare, Alfred Tennyson et Ted Hughes.

## Description

### Plumage et mensurations

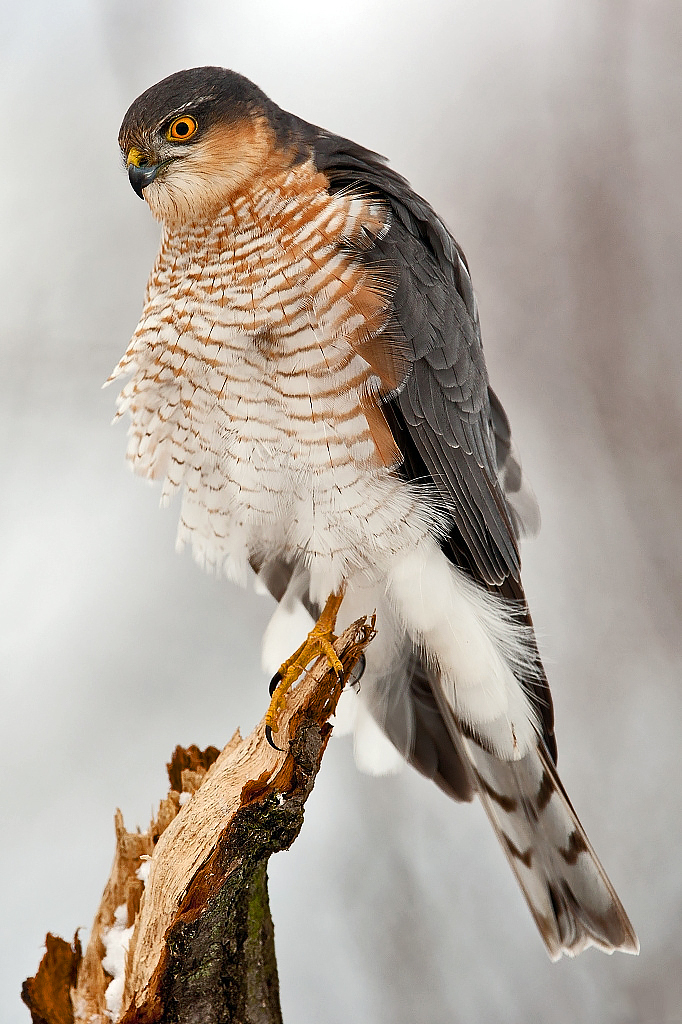
Mâle à Gajary en Slovaquie.

L'Épervier d'Europe est un petit rapace avec de larges ailes arrondies et plutôt courtes et une longue queue, qui l'aident à se déplacer parmi les arbres. La queue est toujours plus longue que les ailes ne sont larges ; elle est striée de quatre à cinq barres, vagues chez le mâle adulte. Les pattes sont longues et jaunes et le tarse n'est pas plus large que le diamètre de l'œil. Les femelles peuvent être jusqu'à 25 % plus grandes que les mâles, et peser jusqu'à deux fois plus. Ce « dimorphisme sexuel inversé » est inhabituel chez les vertébrés supérieurs, mais courant chez les rapaces, et plus marqué chez les oiseaux de proie ornithophages.
Le mâle adulte mesure de 27 à 34 cm de long, avec une envergure de 59 à 64 cm et une masse de 110 à 196 g. Il a les parties supérieures gris ardoise (tendant parfois vers le bleuâtre), avec le dessous finement barré de roux, qui peut sembler entièrement orange de loin ; ses iris sont orange-jaune ou rouge-orangé. La femelle est beaucoup plus grande avec 35-41 cm de longueur, une envergure de 67-80 cm et une masse de 185 à 342 g. Elle a les parties supérieures brun foncé ou gris-brun et les parties inférieures barrées de gris-brunâtre. Ses iris sont jaune vif à orange, généralement surmontés d'un sourcil pâle,. La femelle est rarement (mais parfois) barrée de brun-roux, ressemblant alors aux mâles les moins roux. Le jeune est brun chaud dessus, les couvertures des parties supérieures ayant des franges pâles, et il est grossièrement barré ou tacheté de brun en dessous, avec les yeux jaune pâle. Sa gorge présente des stries morcelées sombres,.
Les parties inférieures pâles, contrastant avec les parties supérieures sombres, seraient une illustration de la loi de Thayer, en aidant à briser le contour de l'oiseau. La « contre-illumination » se retrouve chez les oiseaux de proie qui chassent les oiseaux et d'autres animaux se déplaçant rapidement. Les barres horizontales des adultes sont typiques des oiseaux prédateurs des bois, tandis que la couleur bleutée du mâle adulte est également observée chez d'autres rapaces ornithophages, comme le Faucon pèlerin (Falco peregrinus), le Faucon émerillon (F. columbarius) et d'autres espèces du genre Accipiter.
Le petit bec de l'Épervier d'Europe lui sert à plumer et traîner ses proies, plutôt qu'à les tuer ou les découper. Ses longues pattes et ses doigts sont adaptés à la capture et la consommation d'oiseaux. Le doigt externe est assez long et mince ; le doigt intérieur et les doigts arrière sont relativement courts et épais. Le doigt médian est très long et peut être utilisé pour saisir des objets, et la protubérance située sur la face inférieure de celui-ci permet à l'oiseau de fermer sa patte sans laisser de fente.

### Espèces similaires

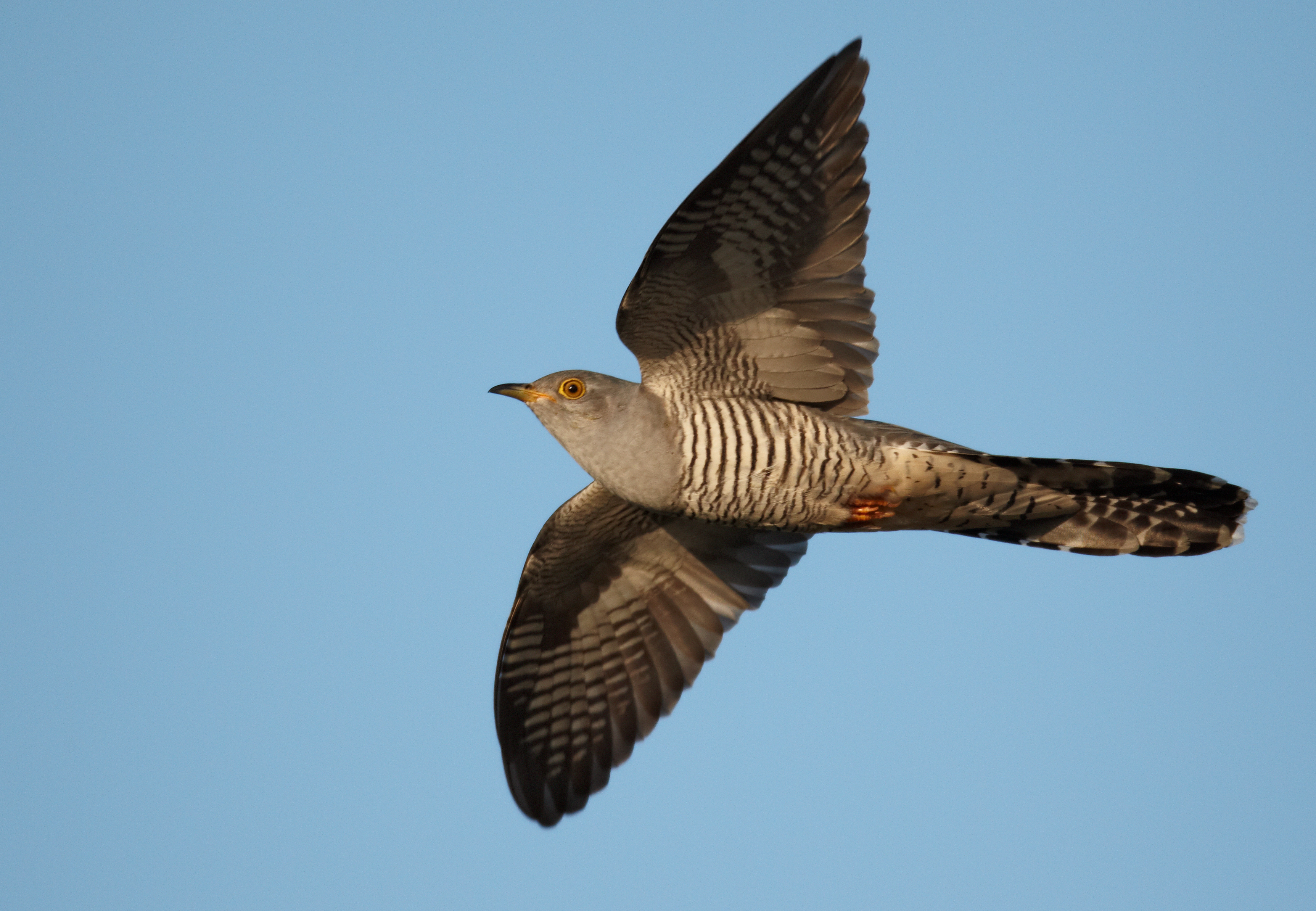
Le plumage mimétique du Coucou gris réduit le nombre d'agressions de la part des oiseaux dont il souhaite parasiter les nids.

Une ressemblance de plumage a donné son nom à la Fauvette épervière (Sylvia nisoria) et à la Chouette épervière (Surnia ulula), dont la silhouette en vol rappelle celle d'un épervier, avec une tête plus grosse cependant. Le Coucou gris (Cuculus canorus) possède également un plumage similaire, mais aussi une taille équivalente au rapace. Une étude utilisant des oiseaux empaillés a montré que les petits oiseaux sont moins susceptibles d'approcher les Coucous gris (espèce qui parasite leurs couvées) qui ont des parties inférieures barrées comme l'Épervier d'Europe. La Rousserolle effarvatte (Acrocephalus scirpaceus) est plus agressive envers les coucous moins ressemblants aux rapaces, ce qui indiquerait que la ressemblance avec l'épervier aide cet oiseau parasite à accéder aux nids d'hôtes potentiels.
L'Épervier d'Europe est plus grand que l'Épervier shikra (A. badius), dont les cris d'appel sont par ailleurs différents. Le mâle est légèrement plus grand que le Faucon émerillon (Falco columbarius), mais similaire en taille à l'Épervier à pieds courts (A. brevipes). Ce dernier se distingue de l'Épervier d'Europe par des ailes plus étroites et plus pointues, une queue plus courte, le bout des ailes sombre sur les deux faces, et davantage de barres sur la queue (6 à 8 au lieu de 4 ou 5) mais plus fines. Il a également des doigts plus courts, son régime étant plutôt constitué de lézards et d'insectes. En raison du chevauchement de tailles, la femelle peut être confondue avec l'Autour des palombes (A. gentilis) mâle, qui fait approximativement la même taille, mais elle est moins massive que ce dernier. Les Éperviers d'Europe sont plus petits, plus minces et ont des ailes plus courtes et moins pointues, une queue carrée, plus longue et à base étroite quand celle de l'autour est arrondie et à large base. Les hanches de l'épervier sont également plus fines, et son cou plus court. Enfin, les mouvements d'ailes sont plus rapides que chez l'autour,. Au sol, l'Épervier d'Europe se distingue facilement par ses longues pattes minces, l'Autour des palombes ayant de puissantes pattes aux tarses épais. Une possibilité de confusion existe en Chine avec l'Épervier besra (A. virgatus), mais A. nisus melaschistos, la sous-espèce locale, est considérablement plus grande.

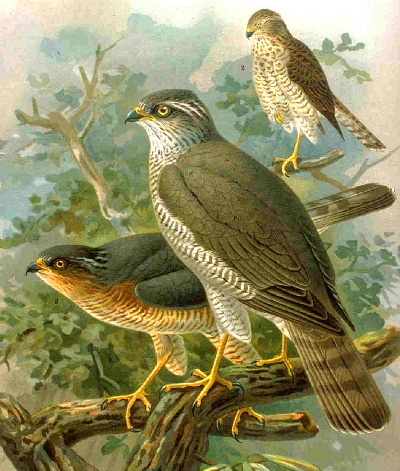
Couple d'Éperviers d'Europe (A. nisus).
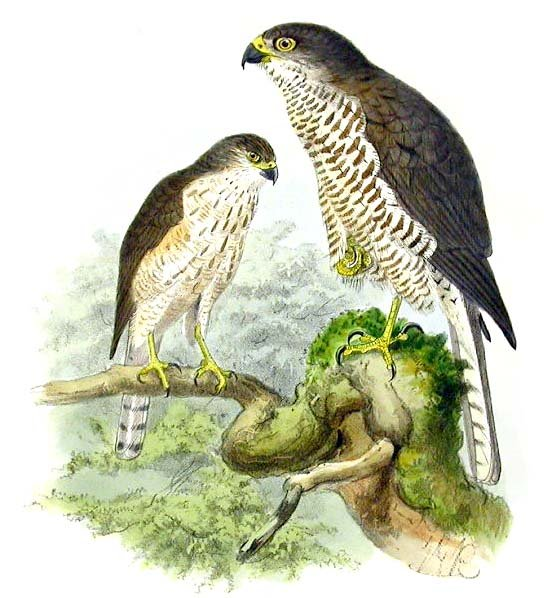
Couple d'Éperviers à pieds courts (A. brevipes).
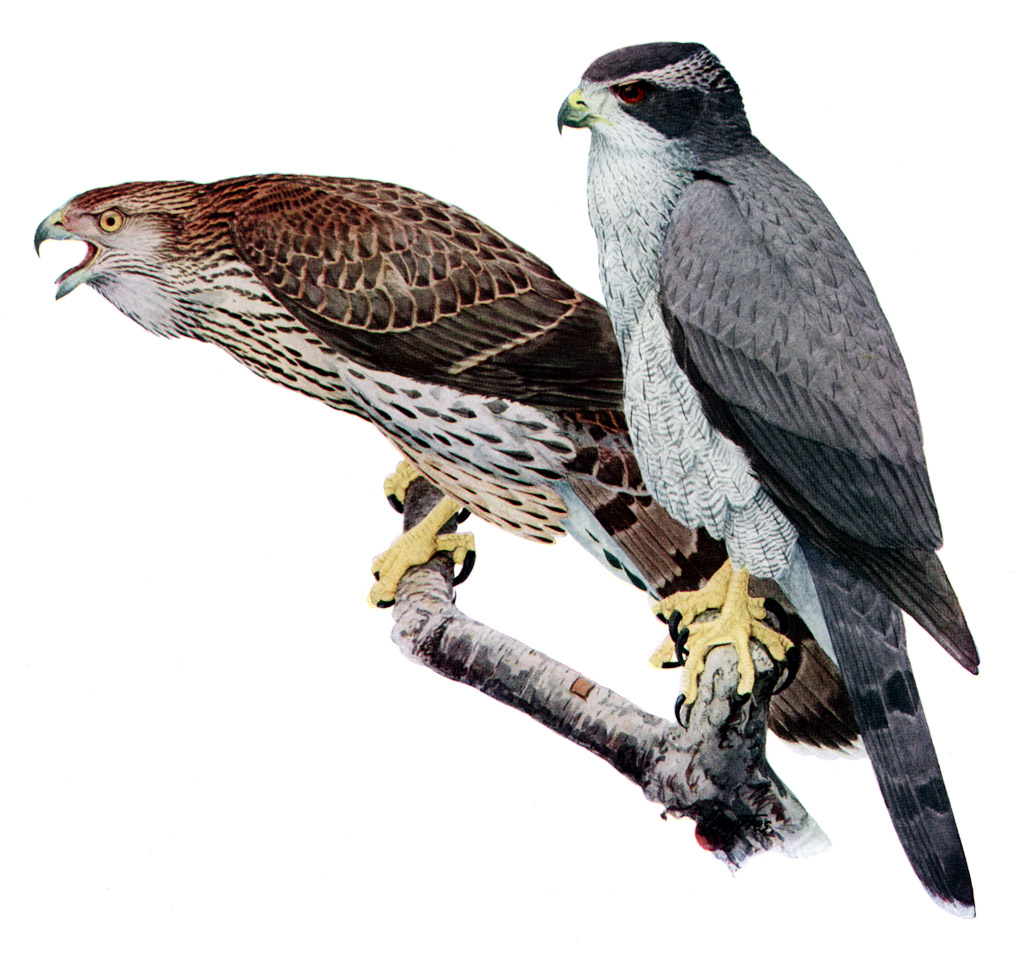
Couple d'Autours des palombes (A. gentilis).
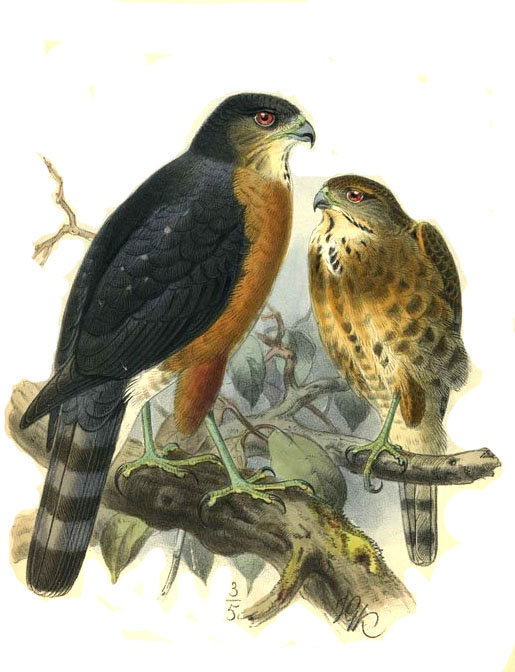
Couple d'Éperviers besra (A. virgatus).

## Écologie et comportement

### Locomotion et communication

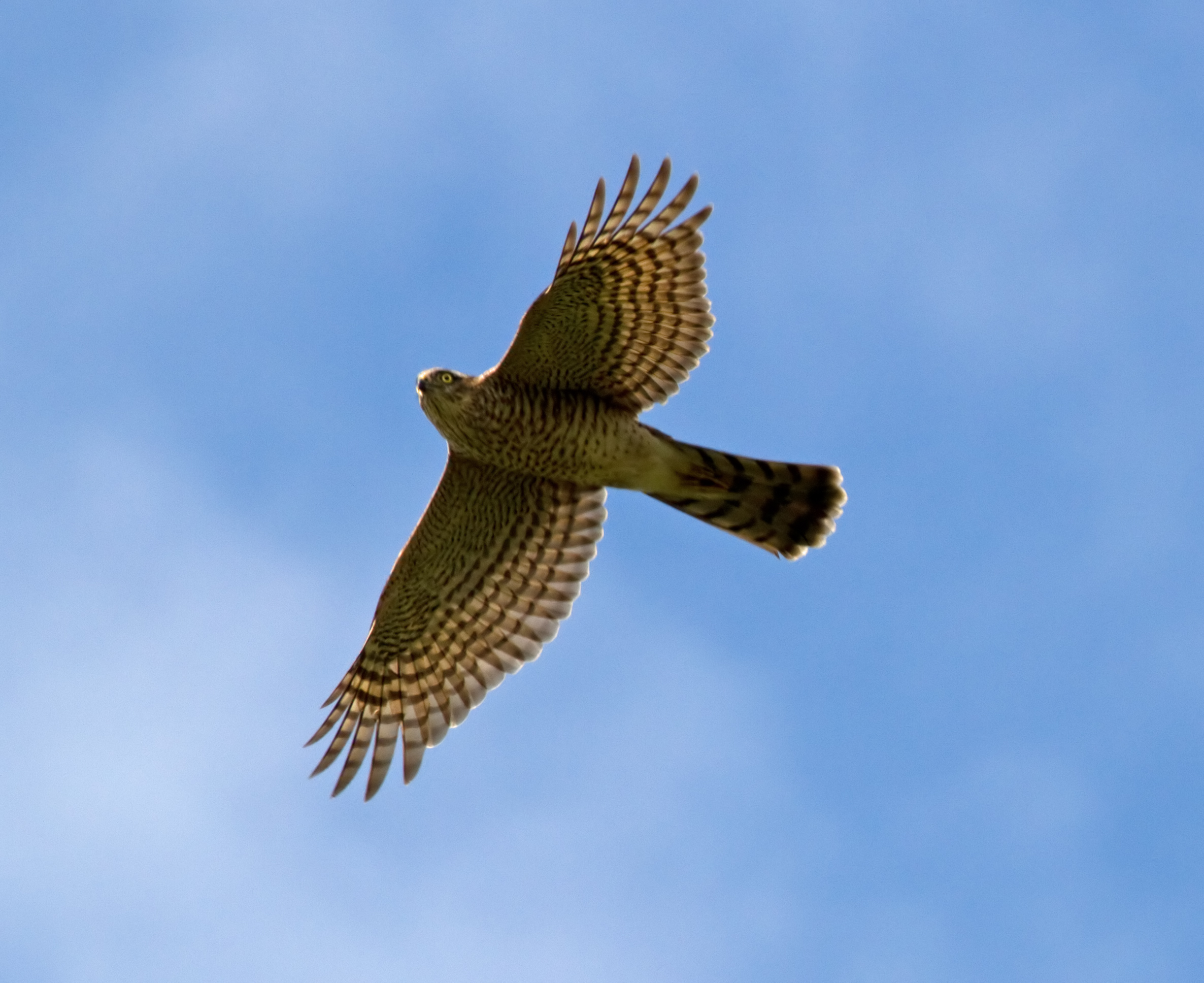
Épervier d'Europe en vol.

Son vol caractéristique, onduleux, alterne des battements d'ailes rapides et de courts vols planés en arc de cercle. En chasse, il vole au ras des arbres ou des buissons pour surprendre les passereaux.
C'est un oiseau généralement discret et silencieux en période d'hivernage. Lors de la période de reproduction, il « glapit » ou « tiraille ». Il émet principalement un caquètement constitué d'une série de syllabes simples comme kyukyukyukyukyu ou kikikikikikiki. Le rythme du cri varie selon qu'il est utilisé pour une parade, en cri d'alerte ou pour annoncer le retour au nid, bien que l'oiseau soit habituellement très discret aux abords de celui-ci. La femelle en couvaison utilise un « hui-ou plaintif » pour quémander de la nourriture au mâle.

### Alimentation
L'Épervier d'Europe est un grand prédateur des petits oiseaux des bois, bien que seules 10 % de ses attaques soient couronnées de succès. Il chasse en faisant des attaques surprises, en utilisant les haies, les taillis, les bosquets, les vergers et autres zones à couvert se trouvant dans son habitat pour se dissimuler ; le choix de son lieu de vie dépend de la présence de ces zones de chasse. Il visite également les jardins des zones construites, profitant des proies qui s'y trouvent. Il attend, caché, que des oiseaux s'approchent, et sort alors du couvert par un vol bas et rapide. Une poursuite peut s'ensuivre, le rapace se mettant parfois à l'envers pour saisir la victime par en dessous, ou la poursuivant à la course à travers la végétation. Il peut également se ruer sur la proie depuis une grande hauteur ; Ian Newton a décrit en tout sept modes de chasse utilisés par l'Épervier d'Europe.

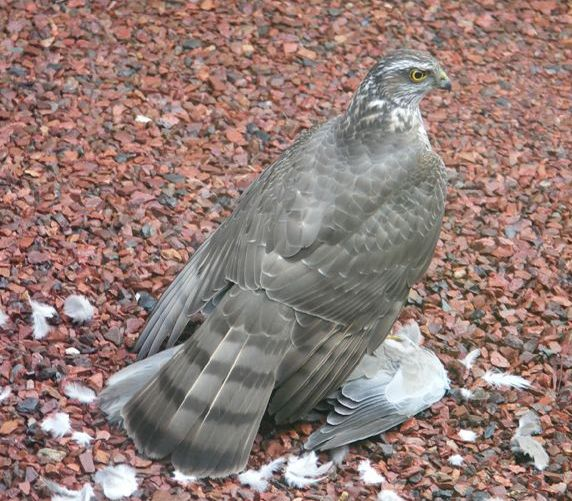
La femelle est capable d'attraper de plus grosses proies que le mâle, ici une Tourterelle turque.

Les éperviers mâles tuent régulièrement des oiseaux pesant jusqu'à 40 g et parfois jusqu'à 120 g ; les femelles peuvent s'attaquer à des proies pesant jusqu'à 500 g ou plus. Chez les oiseaux adultes, on estime la consommation quotidienne entre 40 et 50 g pour le mâle et 50 à 70 g pour la femelle. En un an, un couple d'Éperviers d'Europe pourrait tuer 2 200 Moineaux domestiques (Passer domesticus), 600 Merles noirs (Turdus merula) ou 110 Pigeons ramiers (Columba palumbus). Les espèces qui se nourrissent à découvert, ou qui s'affichent par leur comportement ou leur coloration, sont plus souvent capturées par l'Épervier d'Europe. Par exemple, la Mésange charbonnière (Parus major) et le Moineau domestique sont vulnérables aux attaques. Le rapace peut être responsable de plus de la moitié des morts chez certaines espèces, mais cet impact varie d'une région à l'autre.
Le mâle ne se nourrit que de petits passereaux pas plus grands que des grives, comme des paridés (mésanges), des fringillidés (serins, linottes, chardonnerets), des passéridés (moineaux) ou des emberizidés (bruants). La femelle consomme principalement des turdidés (grives, merles) et des sturnidés (étourneaux) mais peut également s'attaquer à de plus gros oiseaux. Les plus grosses proies (comme les colombidés ou les pies) ne meurent pas immédiatement mais succombent quand l'épervier les plume ou les mange. Plus de 120 espèces d'oiseaux ont été enregistrées comme des proies, et chaque individu peut se spécialiser dans certaines proies. Les oiseaux que le rapace capture sont généralement des adultes ou des jeunes, mais il peut aussi consommer les poussins au nid et les charognes. Les petits mammifères, comme les chauves-souris, sont parfois attrapés, mais la consommation d'insectes est en revanche très rare.

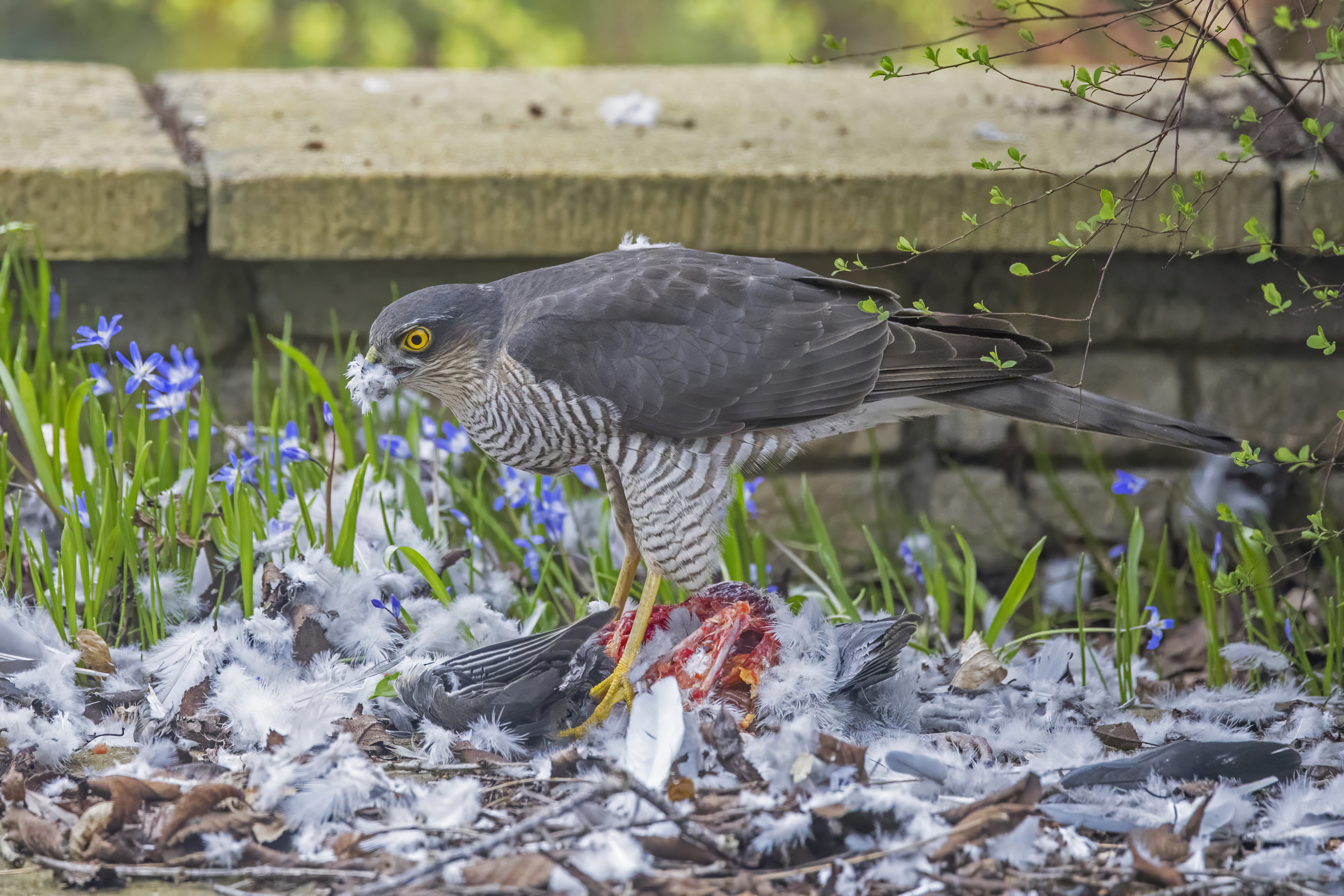
Un mâle adulte sur sa proie. Avant d'en consommer la chair, il a retiré les plus grandes plumes.

Les petits oiseaux sont tués sur le coup ou quand ils sont comprimés dans la patte de l'épervier, en particulier par les deux longues griffes. Les victimes qui luttent sont « pétries » par le rapace, qui utilise ses griffes pour écraser et lacérer. Ses longues pattes lui sont utiles lorsqu'il a affaire à de plus grosses proies qui se débattent et donnent des coups de bec. Il se dresse au-dessus de sa proie, lui arrache les plumes et la met en pièces. Il mange habituellement les muscles de la poitrine en premier. Les os sont laissés, mais l'oiseau peut les briser en utilisant la pointe crochue de son bec. Comme les autres oiseaux de proie, l'Épervier d'Europe produit des pelotes de réjection contenant les parties indigestes de ses proies. Celles-ci mesurent de 25 à 35 mm de longueur et de 10 à 18 mm de largeur, avec une extrémité plus étroite et pointue que l'autre. Elles sont généralement composées de petites plumes, puisque les grandes sont arrachées et ne sont pas consommées.
Une étude a examiné l'évolution d'une population de Mésanges bleues (Cyanistes caeruleus) dans une zone où un couple d'Éperviers d'Europe a commencé à nicher en 1990. Elle a conclu que le taux de survie annuel des mésanges adultes de ce domaine a diminué de 0,485 à 0,376. La taille de la population reproductrice n'a pas été modifiée, mais il y avait moins d'individus non-reproducteurs dans la population. En forêt, les Éperviers d'Europe sont responsables de la mort d'un tiers de toutes les jeunes mésanges. Le cri d'alarme à deux appels émis par les Mésanges charbonnières (Parus major) quand elles assaillent un prédateur ou lorsqu'elles fuient un rapace, se situe dans la fourchette optimale pour être à la fois entendu par la proie et le prédateur, mais le cri d'alarme aigu émis quand un épervier vole au loin ne peut être bien perçu que par les mésanges. Dans le Sussex, en Angleterre, on a constaté que l'impact de la prédation de l'Épervier d'Europe sur les Perdrix grises (Perdix perdix) était plus important lorsque la densité de perdrix était plus faible. Une étude menée sur 10 ans en Écosse a constaté que les éperviers ne sélectionnaient pas les Chevaliers gambettes (Tringa totanus) selon leur taille ou leur état, probablement en raison de leur technique de chasse par attaque surprise. Une autre étude a montré que le risque de prédation par l'Épervier d'Europe ou l'Autour des palombes (A. gentilis) était multiplié par 25 si la proie était infectée par le parasite du sang Leucocytozoon, et les oiseaux atteints de paludisme aviaire étaient 16 fois plus susceptibles d'être tués.
Au cours de la chasse, l'épervier peut parcourir 2 à 3 km par jour. L'oiseau s'élève au-dessus du niveau des arbres la plupart du temps pour s'afficher, planer au-dessus de son territoire et pour faire des trajets plus longs. En Europe centrale, le territoire de chasse couvre 7 à 12 km2. Une étude menée dans une zone boisée de la Norvège a conclu que la taille moyenne des territoires était de 9,2 km2 pour les mâles et de 12,3 km2 pour les femelles ; d'autres études en Grande-Bretagne avaient trouvé des territoires plus petits, ce qui pourrait s'expliquer par les terres moins productives de Norvège associées à des densités de proies inférieures.

### Reproduction

#### Établissement du nid
L'Épervier d'Europe se reproduit dans les vastes étendues de forêts, souvent de conifères ou mixtes, préférant les bois ni trop ouverts ni trop denses pour pouvoir y voler. Le nid peut être situé à la fourche d'un arbre, souvent près du tronc et près de la base de deux ou trois branches, sur une branche horizontale dans le bas de la canopée, ou près du sommet d'un grand arbuste. L'oiseau privilégie les conifères si ceux-ci sont disponibles, avec une préférence particulière pour les épicéas. Un nouveau nid est construit chaque année, généralement près du nid de l'année précédente, ou parfois sur la base d'un ancien nid de Pigeon ramier (Columba palumbus), ou de Corbeau à gros bec (Corvus macrorhynchos) comme le fait fréquemment A. n melaschistos. Le mâle réalise l'essentiel du travail de construction. La structure, faite de brindilles en vrac mesurant jusqu'à 60 cm de long, a un diamètre moyen de 60 cm. Pour la ponte, un revêtement intérieur de fines brindilles ou de copeaux d'écorce est ajouté.
Pendant la saison de reproduction, le mâle adulte perd un peu de poids tout en alimentant sa compagne avant qu'elle ne ponde des œufs, puis quand les jeunes sont gros et demandent davantage de nourriture. Le poids de la femelle adulte atteint un maximum en mai, pour la ponte, et un minimum en août lorsque le cycle de reproduction est terminé. Le nombre d'œufs et le succès reproducteur dépendent du maintien d'un poids élevé de la femelle. La plupart des Éperviers d'Europe restent sur leur territoire pour une seule saison de reproduction, d'autres gardent le même jusqu'à huit ans. Un changement de partenaire ou un échec de reproduction entraîne généralement un changement de territoire ; les oiseaux plus vieux ont tendance à rester sur le même domaine. Les oiseaux qui gardent les mêmes territoires connaissent un plus grand succès reproducteur, constant d'une année à l'autre. Les femelles qui se déplacent ont le plus de succès l'année qui suit le changement de territoire. En Europe centrale, tout comme l'Autour des palombes (Accipiter gentilis), l'Épervier d'Europe « neutralise » une zone autour de son nid où il ne chasse pas, dans laquelle nombre de petits oiseaux viennent nicher, protégés des prédateurs par la présence du couple de rapaces.

#### Ponte et couvaison

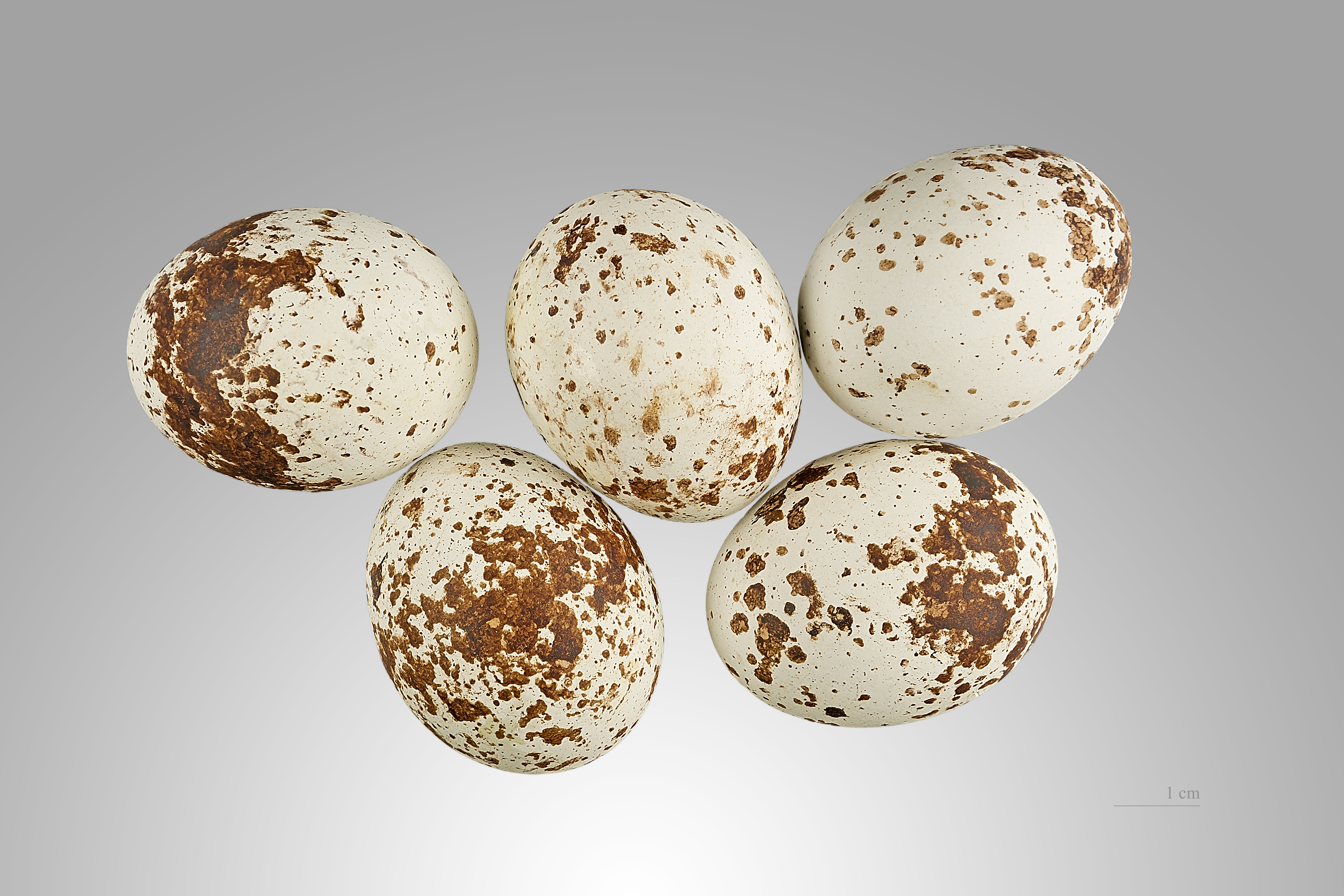
Ponte d'Épervier d'Europe conservée au muséum de Toulouse.

La femelle pond ses œufs fin mai ou en juin. Ils sont bleu clair avec de nombreuses mouchetures brunâtres ; les œufs récoltés, pour les collections de musée par exemple, perdent leur couleur de fond avec le temps. Chaque œuf mesure 35-46 × 28-35 mm et pèse environ 22,5 g, dont 8 % de coquille. La ponte compte de trois à six œufs, généralement quatre ou cinq. Ceux-ci sont généralement pondus dans la matinée, avec un intervalle de 2-3 jours entre chaque œuf. Si la ponte vient à être perdue, la femelle peut pondre jusqu'à deux œufs supplémentaires, alors plus petits que les œufs précédents. L'incubation est assurée par la femelle, le corps du mâle, plus petit, ne pouvant recouvrir la totalité de la ponte. Elle commence dès la ponte du deuxième ou troisième œuf. Chaque œuf éclot après 33 à 35 jours de couvaison, et la ponte échelonnée fait que la durée totale de couvaison dure pour la femelle de quatre à cinq semaines. Durant cette période, cette dernière est approvisionnée en nourriture par le mâle.

#### Élevage des jeunes

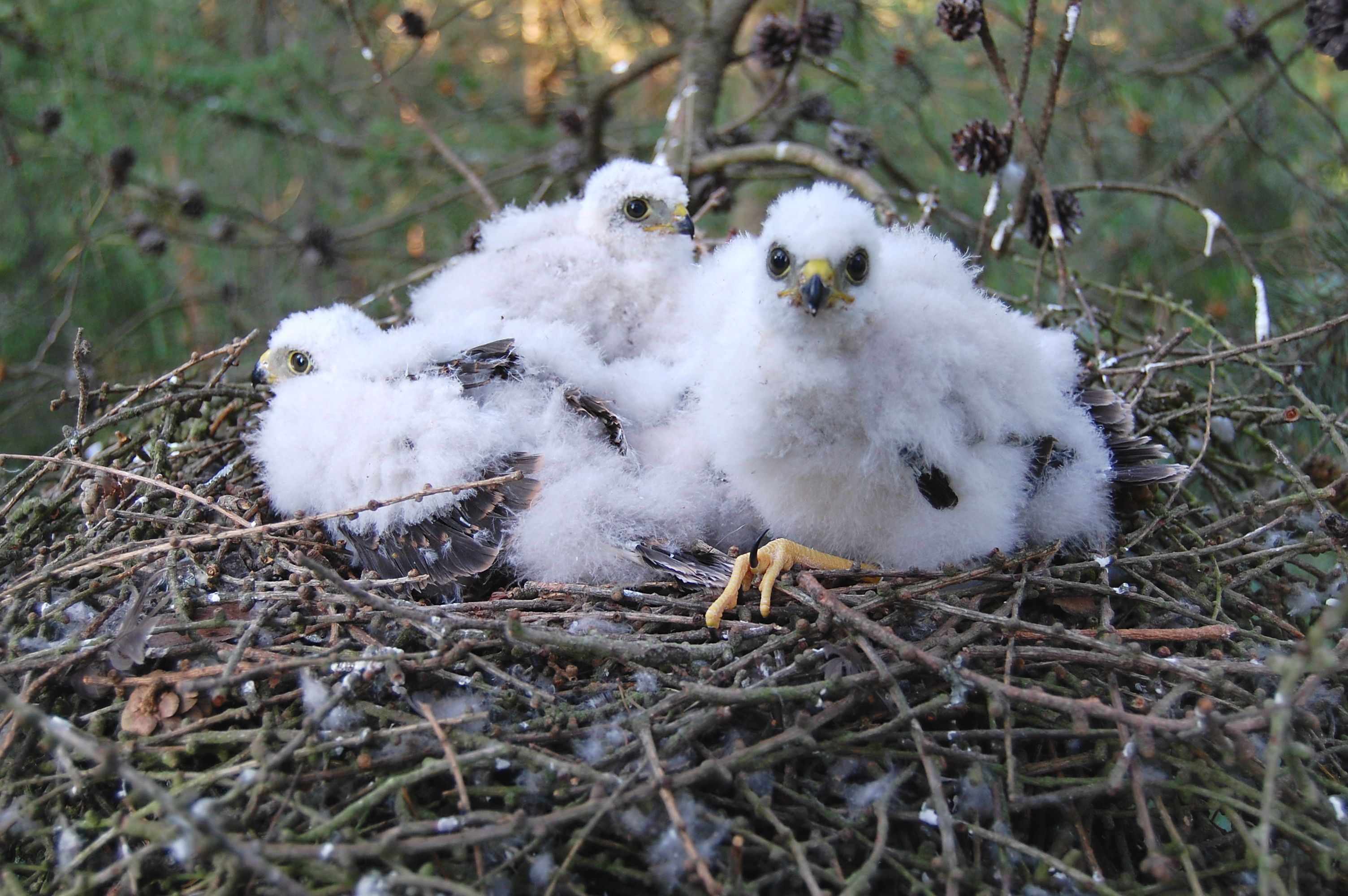
Oisillons d'Épervier d'Europe.

Les poussins ont un duvet court, clairsemé et entièrement blanc. Ils sont nidicoles et nourris par la femelle avec des proies déplumées par le mâle durant les 8 à 14 premiers jours de leur vie. Ils continuent ensuite d'être approvisionnés par les parents mais ils sont alors capables de consommer seuls les proies. Le second plumage des jeunes est laineux et brunâtre. Le mâle apporte jusqu'à six proies par jour la première semaine, chiffre montant jusqu'à huit par jour dans la troisième semaine et à dix par jour la dernière semaine où les jeunes sont au nid, date à laquelle la femelle se remet à chasser également.
Entre 24 et 28 jours après l'éclosion, les oisillons commencent à se percher sur les branches près du nid et prennent leur premier envol. Ils sont nourris par leurs parents pendant 28 à 30 jours supplémentaires, restant à proximité du nid le temps de grandir et de s'entraîner au vol. Les jeunes se dispersent après que leurs parents cessent de les nourrir. Tous les poussins reçoivent la même quantité de nourriture et les poussins mâles, qui font environ la moitié de la taille des femelles, deviennent matures plus rapidement et semblent prêts à quitter le nid plus tôt. La maturité sexuelle est atteinte au bout d'un à trois ans.

### Démographie, prédateurs et parasites
Une étude menée dans la forêt d'Ae, dans le Sud-Ouest de l'Écosse, a montré que 21 % des oisillons mouraient au bout de deux jours, à cause d'une alimentation insuffisante, de la pluie, de la prédation ou de l'abandon du nid par les parents.
L'âge le plus avancé connu pour un Épervier d'Europe sauvage est de 20 ans et 3 mois après avoir été bagué, pour un individu retrouvé mort au Danemark ; la durée de vie typique n'est cependant que de quatre ans. L'analyse de données par le British Trust for Ornithology montre que la proportion de jeunes survivant à leur première année est de 34 % ; la survie des adultes d'une année à l'autre est de 69 %. Les oiseaux dans leur première année de vie pèsent moins lourd que les adultes et sont particulièrement légers dans les deux premiers mois après leur émancipation. Il y a probablement une forte mortalité durant cette période, surtout chez les jeunes mâles. Une étude menée dans le Sud de l'Écosse a suggéré que la plus grande mortalité chez les jeunes oiseaux mâles peut être due à leur petite taille et à celle de leurs proies, qui les force à se nourrir et donc à chasser plus souvent. Leur taille limite aussi la variété des proies possibles. Il a été estimé qu'un Épervier d'Europe femelle de poids moyen pouvait survivre sept jours sans alimentation, soit trois jours de plus qu'un mâle de poids moyen. Une étude portant sur des Éperviers d'Europe femelles a trouvé « des preuves solides » que leur taux de survie augmentait pendant les trois premières années de leur vie, puis diminuait au cours des cinq à six dernières années. La sénescence était la cause de ce déclin.
Les prédateurs naturels de l'Épervier d'Europe sont l'Effraie des clochers (Tyto alba), la Chouette hulotte (Strix aluco), l'Autour des palombes (Accipiter gentilis), le Faucon pèlerin (Falco peregrinus), l'Aigle royal (Aquila chrysaetos), les hiboux du genre Bubo, les renards, la Fouine (Martes foina) et la Martre des pins (Martes martes). Le parasite Leucocytozoon toddi peut être transmis des parents aux oisillons encore au nid, l'espace réduit que partagent les oiseaux facilitant cette propagation. L'Épervier d'Europe peut être l'hôte de nombreux parasites, comme l'acanthocéphale Centrorhynchus magnus, les cestodes Mesocestoides perlatus et Cladotaenia globifera, les nématodes Synhimantus laticeps, Ascaris depressa, Porrocaecum angusticolle, Porrocaecum depressum, Diplotriaena falconis, Hamatospiculum accipitris, Chandlerella natali, Gnathostoma spinigerum, Habronema leptoptera, Microtetrameres sp., Physaloptera alata, Physocephalus sexalatus, Spirocerca lupi, Cyathostoma lari, Baruscapillaria falconis, Capillaria tenuissima et Eucoleus dispar et les trématodes Brachylecithum strigis, Neodiplostomum spathula, Neodiplostomum spathoides, Plagiorchis elegans, Plagiorchis maculosus, Prosthogonimus cuneatus et Strigea falconis.

## Répartition et habitat

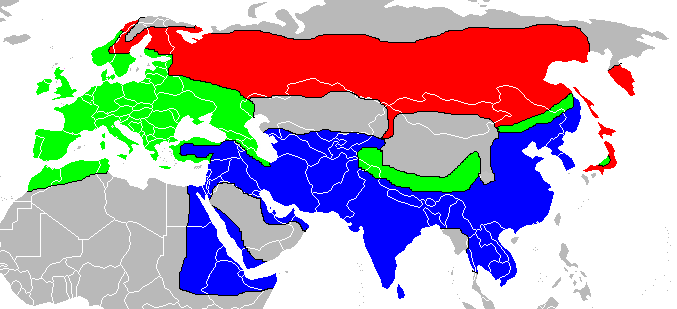
Carte de répartition de l'Épervier d'Europe :
Zones de reproduction
Zone de résidence permanente (reproduction et hivernage)
Zones d'hivernage

Espèce répandue dans l'ensemble des régions tempérées et subtropicales de l'Ancien Monde, l'Épervier d'Europe vit ou se reproduit sur une surface estimée à 23 100 000 km2. Il est l'un des oiseaux de proie les plus communs en Europe, avec le Faucon crécerelle (Falco tinnunculus) et la Buse variable (Buteo buteo). Cette espèce est commune dans la plupart des espaces boisés de son aire de répartition et aussi dans les zones plus ouvertes avec des arbres clairsemés. L'Épervier d'Europe préfère chasser près des lisières, mais les oiseaux migrateurs peuvent être vus et capturés dans n'importe quel habitat. La proportion grandissante de boisements d'âge moyen créés par les techniques forestières modernes a profité à l'espèce, selon une étude norvégienne. Contrairement à son cousin l'Autour des palombes, on peut voir l'épervier dans les jardins et les zones urbaines, et même se reproduire dans les parcs de villes,.

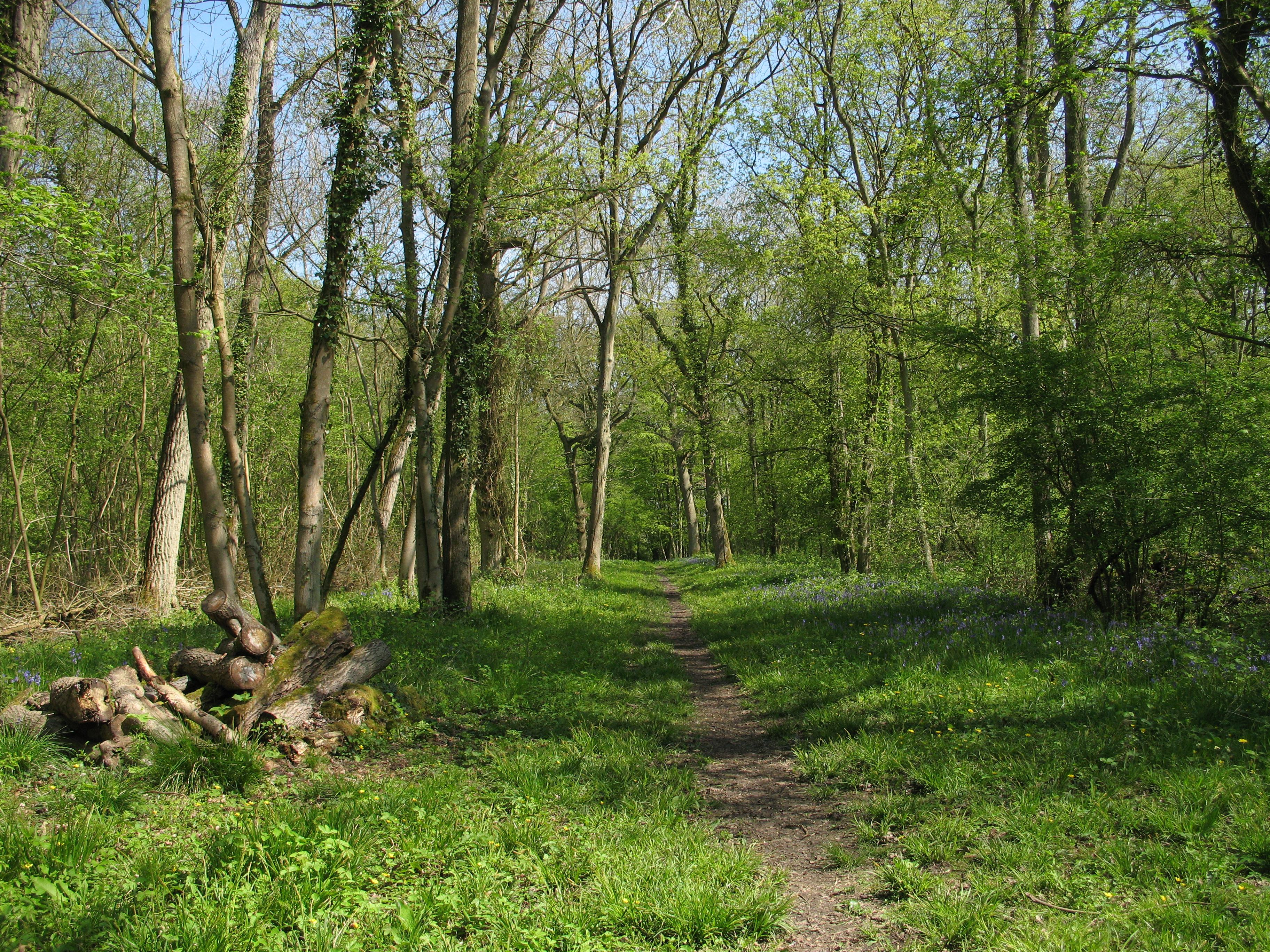
Les bois de feuillus sont des lieux typiques de nidification et de chasse pour l'Épervier d'Europe.

Les individus des régions froides du Nord de l'Europe et de l'Asie migrent vers le sud pour l'hiver, partant pour l'Afrique du Nord (certains aussi loin qu'en Afrique de l'Est équatoriale) ou pour l'Inde. Les individus des populations du sud sont des résidents annuels ou se dispersent en dehors de la saison de reproduction. Les jeunes commencent leur migration plus tôt que les adultes et les jeunes femelles partent avant les jeunes mâles. L'analyse de données de baguage recueillies à Helgoland, en Allemagne, a mis en évidence que les mâles partaient plus loin et plus souvent que les femelles ; des oiseaux migrateurs bagués à Kaliningrad, en Russie, ont parcouru une distance moyenne avant recapture de 1 328 km pour les mâles et de 927 km pour les femelles.

## Systématique

### Étymologie et sémantique
Le nom d'épervier vient du vieux bas francique sparwari, que l'on retrouve dans le vieux haut-allemand sparwari. Il apparaît sous la forme « esprever » dans la chanson de geste du XIe siècle La Chanson de Roland, et sous la forme « espervier » dans l'édition en français de la chanson de geste du XIIe siècle Le couronnement de Louis, comme éditée par Ernest Langlois. L'épervier porte aussi les noms d'« émouchet », « mouchet » ou, comme d'autres oiseaux de proie dont les mâles sont plus petits que la femelle, de « tiercelet », parfois mousquette ou mouquet, aurait donné son nom au mousquet.
L'Épervier d'Europe est décrit en 1758 par le naturaliste suédois Carl von Linné dans son ouvrage Systema Naturae et sous le protonyme de Falco nisus, puis déplacé vers son genre actuel, Accipiter en 1760 par Mathurin Jacques Brisson. Le nom scientifique actuel vient du latin accĭpĭtĕr, désignant divers oiseaux de proie (éperviers, autours ou faucons), et de nīsus, « épervier ». Dans la mythologie grecque, Nisos est le roi de Mégare, possédant un cheveu pourpre garantissant sa vie et son trône. Sa fille Scylla s'éprend de Minos, ennemi de son père, et finit par couper le cheveu sur la tête de Nisos durant le sommeil de celui-ci pour l'offrir à Minos en gage de son amour. Rejetée, elle est transformée en aigrette, et son père en épervier.

### Taxinomie
L'Épervier d'Europe forme une super-espèce avec l'Épervier menu (A. rufiventris) de l'Est et du Sud de l'Afrique, et possiblement avec l'Épervier de Madagascar (A. madagascariensis). Les variations morphologiques forment un cline dans lequel les oiseaux deviennent plus gros et plus pâles d'ouest en est. En Grande-Bretagne, les individus sont de plus en plus grands en allant vers le nord : pour chaque degré de plus au nord, l'aile pliée croît de 0,86 mm chez les mâles et de 0,75 mm chez les femelles.

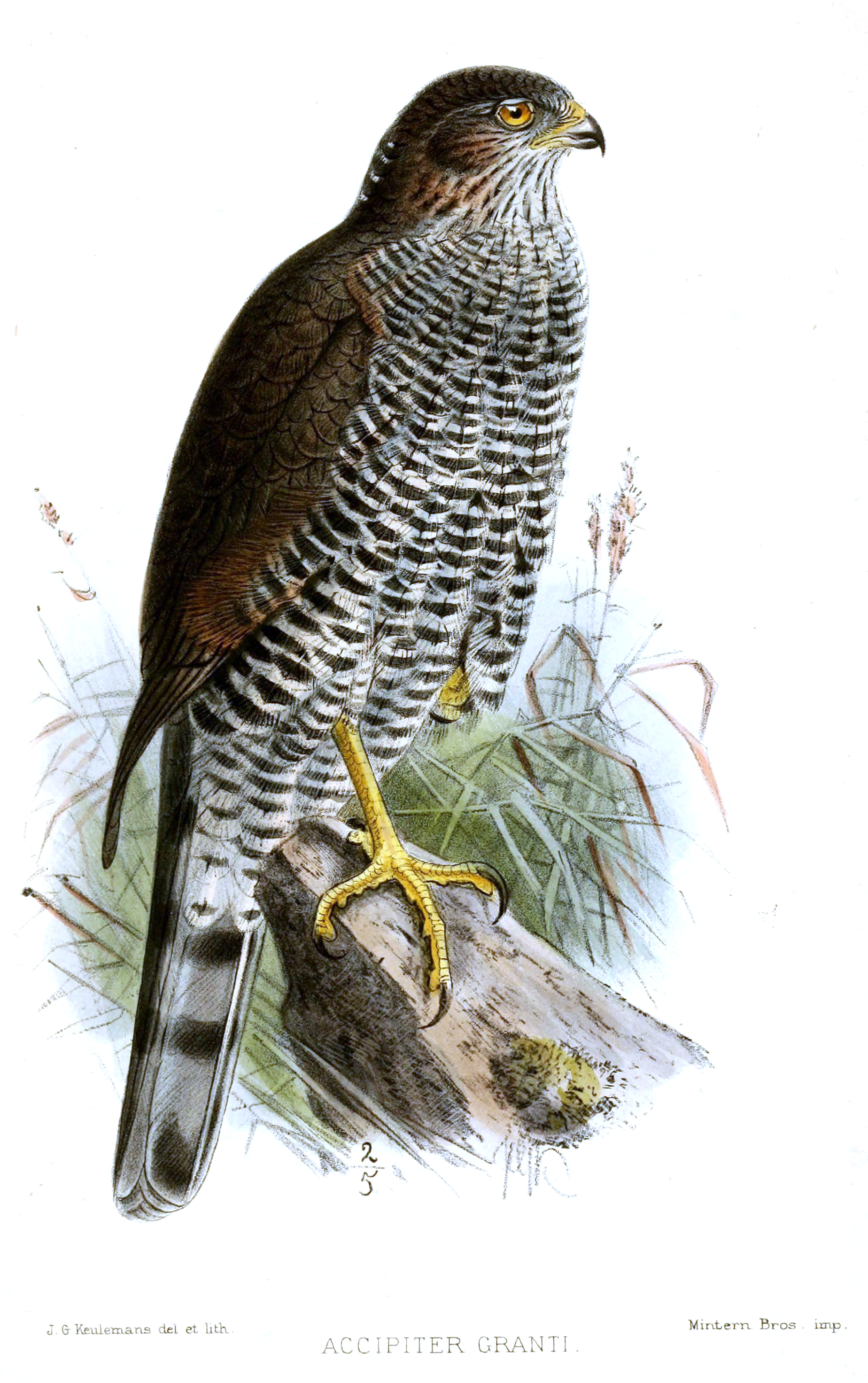
Accipiter nisus granti par John Gerrard Keulemans.

Selon l'Union internationale des ornithologues et Alan P. Peterson il existe sept sous-espèces :
- Accipiter nisus nisus (Linnaeus, 1758)[48], la sous-espèce type, vit de l'Europe jusqu'au Sud-Ouest de la Sibérie et en Asie centrale[54]. Les populations du nord descendent vers le sud pour hiverner en Méditerranée, dans le Nord-Est de l'Afrique, en Arabie ou au Pakistan ;
- Accipiter nisus nisosimilis (Tickell, 1833)[56], vit dans le Nord-Ouest de la Sibérie jusque dans le Nord de la Chine et le Japon[54]. Cette sous-espèce est totalement migratrice, passant l'hiver depuis le Pakistan et l'Inde, vers l'est à travers l'Asie du Sud-Est et le Sud de la Chine jusqu'à la Corée et au Japon. Certains individus atteignent même l'Afrique. Elle est très similaire à la sous-espèce type, mais légèrement plus grande[57] ;
- Accipiter nisus dementjevi Stepanyan, 1958, vit dans les monts Tian, en Asie centrale[54] ; certains auteurs la considèrent synonyme de A. n. nisosimilis ;
- Accipiter nisus melaschistos Hume, 1869, vit dans l'Est de l'Afghanistan jusqu'au Sud-Ouest de la Chine[54] ; elle niche dans les montagnes d'Afghanistan et à travers l'Himalaya, dans le Sud du Tibet jusqu'à l'Ouest de la Chine, mais hiverne dans les plaines d'Asie du Sud. Elle est plus grosse que nisosimilis[51] et a une plus longue queue[8]. Elle a les parties supérieures ardoise et foncées, et des barres rousses plus distinctes sur les parties inférieures[51] ;
- Accipiter nisus wolterstorffi Kleinschmidt, 1901, vit en Corse et en Sardaigne[54]. Cette sous-espèce est la plus petite de toutes[52], et a les parties supérieures plus sombres et le ventre plus fortement barré que la sous-espèce nominale[7] ;
- Accipiter nisus punicus Erlanger, 1897, vit dans le Nord-Ouest de l'Afrique[54]. Grande et pâle[58], elle est très ressemblante à A. n. nisus[7] ;

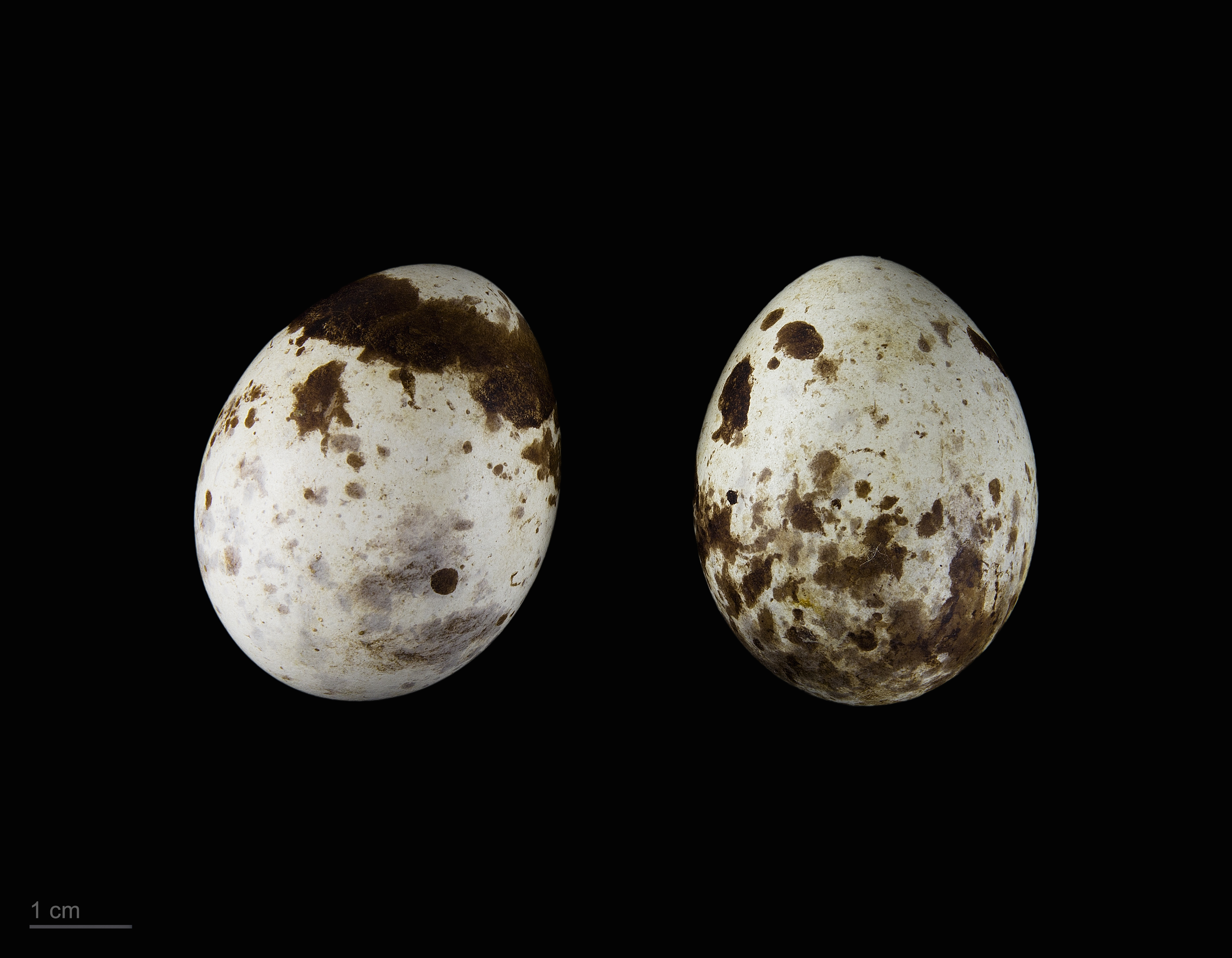
Œufs dAccipiter nisus punicus - Muséum de Toulouse

- Accipiter nisus granti Sharpe, 1890 commémore le nom du collecteur du type, William Robert Ogilvie-Grant[59], et ne vit que sur l'île de Madère et aux Canaries[54]. Elle est plus petite, plus sombre[58] et présente davantage de stries longitudinales sur la poitrine que la sous-espèce type.

## L'Épervier et l'Homme

### Menaces et conservation

#### Polluants

Structure chimique du DDT (Dichlorodiphényltrichloroéthane), insecticide organochloré très utilisé dans les années 1940-1950.

La population d'Éperviers d'Europe s'effondre dans la seconde moitié du XXe siècle. Cet effondrement a coïncidé avec l'introduction en 1956 des insecticides organochlorés, comme l'aldrine, la dieldrine et l'heptachlore, utilisés comme traitement des semences dans l'agriculture. Les produits chimiques s'accumulant dans le corps des oiseaux granivores avaient des effets sur leurs prédateurs tels que l'Épervier d'Europe ou le Faucon pèlerin : les coquilles des œufs devenaient plus minces, et cassaient pendant l'incubation ; les adultes pouvaient de plus être empoisonnés par des concentrations létales d'insecticides. Ces substances pouvaient aussi causer irritabilité, convulsions et désorientation chez l'oiseau adulte. Dans l'Ouest de l'Allemagne et avant les années 1950, près de 80 % des nids comptent des jeunes à l'envol, contre seulement 54 % dans les années 1960 et 1970. Au Royaume-Uni, l'espèce a failli disparaître dans l'Est-Anglie, où les produits chimiques étaient le plus largement utilisés ; dans l'Ouest et le Nord du pays, où les pesticides n'étaient pas utilisés, il n'y avait pas de baisse des effectifs. La Société royale pour la protection des oiseaux achète d'ailleurs la réserve naturelle de Coombes Valley dans le Staffordshire, car c'était alors le seul site de reproduction restant pour l'oiseau dans les Midlands anglais.
Depuis que l'espèce est protégée en Belgique et en France et que l'utilisation de certains pesticides rémanents — notamment le DDT — est interdite, l'effectif s'est redressé, après les années 1970, en Belgique, France, Suisse et au Luxembourg. Au Royaume-Uni, la population remonte à partir de 1975 avec l'abandon des pesticides, augmentant de 108 % entre 1970 et 2005, mais a connu une baisse de 1 % de 1994 à 2006. En Suède également, on constate une remontée des effectifs dans les années 1970 avec l'interdiction des pesticides, alors que la population avait connu un déclin critique à partir des années 1950. Aux Pays-Bas, on trouve encore dans les années 1980 la présence de dichlorodiphényldichloroéthylène (DDE), un produit persistant provenant de la dégradation du DDT, mais la diminution du nombre de pontes perdues à cause de la fragilité des œufs dans les années 1970 suggère tout de même la diminution de la quantité de pesticides utilisés.

#### Concurrence avec l'humain

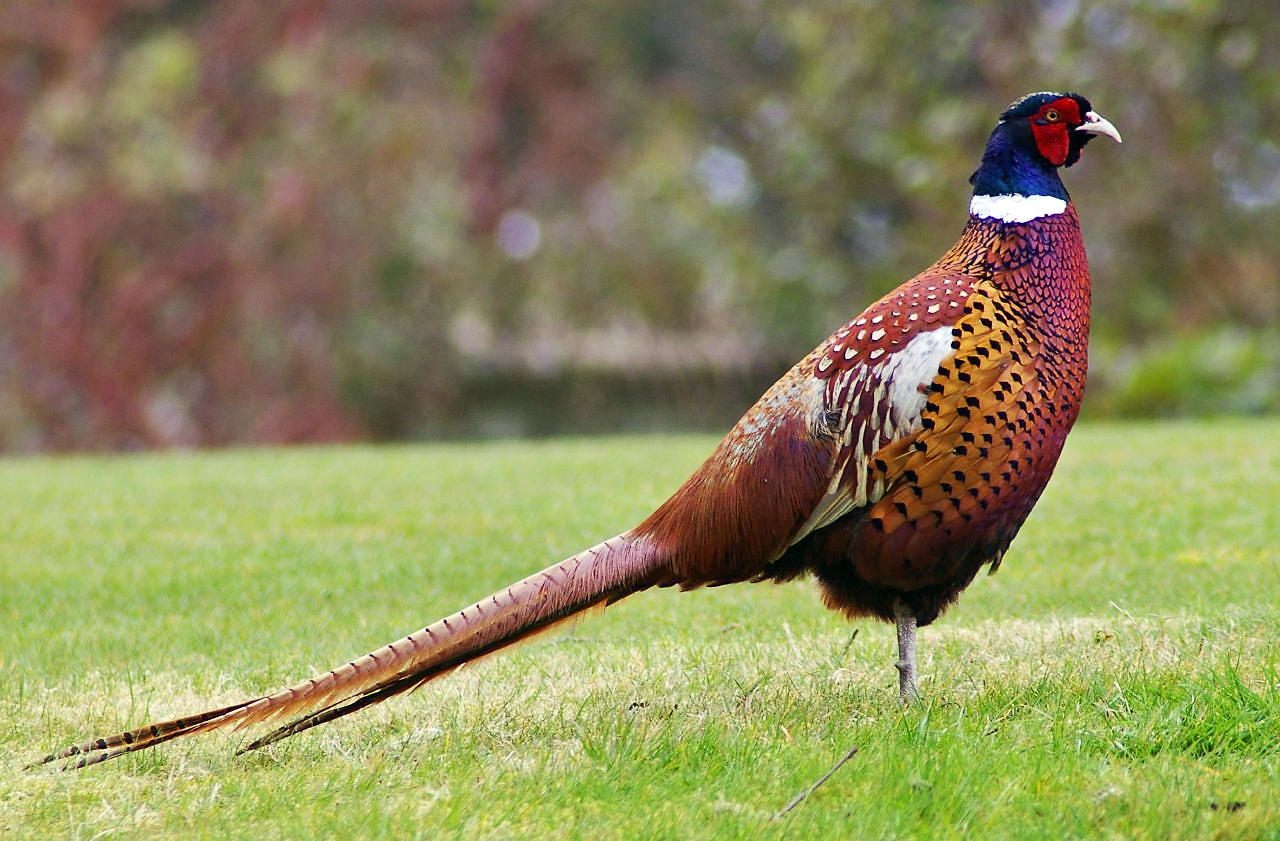
L'Épervier d'Europe pouvait être perçu comme une plaie par les gardes-chasse s'assurant de stocks suffisants de Faisans de Colchide (Phasianus colchicus) pour la chasse.

La spécialisation dans la consommation d'oiseaux fait entrer l'Épervier d'Europe en conflit avec certaines activités humaines. Au XIXe siècle, il est décrit comme « le grand ennemi des petits quadrupèdes et des oiseaux, et souvent très destructeur pour les jeunes poussins dans les basses-cours durant la saison de reproduction » ou « très ravageur parmi les perdrix ». En 1851, T. B. Johnson écrit pour les gardes-chasse britanniques, « le nid de cet oiseau doit être diligemment cherché... et détruit, en tirant sur les parents d'abord, si possible ». En 1870 John Murray écrit : « L'épervier est peut-être l'unique véritable ennemi du garde-chasse ; mais en même temps, il est probable que si le bien et le mal qu'il fait étaient justement pesés, la balance serait en faveur de l'épervier, sa proie favorite étant le Pigeon ramier, qui est actuellement en hausse dans une mesure préjudiciable à l'agriculture ». L'espèce souffre d'une lourde persécution par les propriétaires terriens et les gardes-chasse européens du XVIIIe siècle, mais il résiste aux tentatives d'éradication. La population comptant une forte proportion d'oiseaux non-reproducteurs et non-territoriaux, elle est en mesure de remplacer rapidement les territoires vacants. Par ailleurs, les efforts menés par les gardes-chasse pour préserver l'habitat du gibier, donc du prédateur qu'est l'épervier, et pour éradiquer l'Autour des palombes (Accipiter gentilis) ou la Martre des pins (Martes martes), tous deux prédateurs des couvées de l'épervier, profitent peut-être à ce dernier. La population augmente de façon nette lorsque la chasse cesse, notamment durant la Première et la Seconde Guerre mondiale.
Au Royaume-Uni, la recherche sur les effets des prédateurs sur les populations d'oiseaux a été une question controversée, avec des conflits entre les intérêts des protecteurs de la nature et des chasseurs de gibier. La baisse des populations de certains passereaux britanniques depuis les années 1960 a coïncidé avec des changements considérables dans les pratiques agricoles mais aussi des augmentations importantes du nombre d'Éperviers d'Europe et de Pies bavardes (Pica pica). Lorsque la population des éperviers a chuté avec l'arrivée des pesticides organochlorés, il n'y a pas eu de forte augmentation des populations de passereaux ; de même, une étude utilisant les effectifs de 1949 à 1979 de 13 espèces de passereaux nichant sur une chênaie de 16 hectares du Surrey a conclu qu'il n'y avait pas de différences significatives de chiffres lorsque les Éperviers d'Europe étaient absents du bois. En 1998, une autre étude britannique prenant en compte des données depuis les années 1960, conclut que le déclin des passereaux n'est pas lié à un accroissement de la prédation des éperviers et des pies ; d'année en année on observe des changements similaires de sites en sites, prédateurs ou non.
Les colombophiles ont souvent tenu pour responsables l'Épervier d'Europe et le Faucon pèlerin de pertes de pigeons voyageurs, et demandé l'éradication ou la chasse de ces rapaces des zones entourant les pigeonniers,. En 2004 les résultats d'une étude menée sur deux ans en Écosse et en partie financée par l'organisme Scottish Natural Heritage indiquent que 56 % des pigeons sont perdus chaque année, mais que les Éperviers d'Europe sont responsables pour moins de 1 % de ces pertes, contre 2 % au moins pour les Faucons pèlerins.

#### Statuts de conservation
La population mondiale est estimée à 1,5 million d'oiseaux en 2009 et couvre une aire de répartition très vaste. Bien que les tendances démographiques mondiales n'aient pas été analysées, ce nombre semble être stable, et l'espèce est classée comme étant de « préoccupation mineure » (LC) sur la liste rouge de l'UICN. La sous-espèce Accipiter nisus granti est inscrite dans l'annexe I de la directive oiseaux, elle est donc protégée par la Commission européenne. En effet, cette sous-espèce a une aire de répartition très limitée et des effectifs faibles : environ 100 couples sur l'île de Madère et 200 couples aux Canaries. Les principales menaces sont la collecte illégale d'œufs, la dégradation de l'habitat et le braconnage. En Irlande, il est le rapace le plus fréquent, nichant même à proximité du centre-ville de Dublin. Les populations norvégiennes et albanaises sont en déclin et, dans de nombreuses régions d'Europe, les Éperviers d'Europe sont encore abattus. Toutefois, cette persécution de bas niveau n'a pas trop affecté les populations.

### Dans la culture

#### Fauconnerie

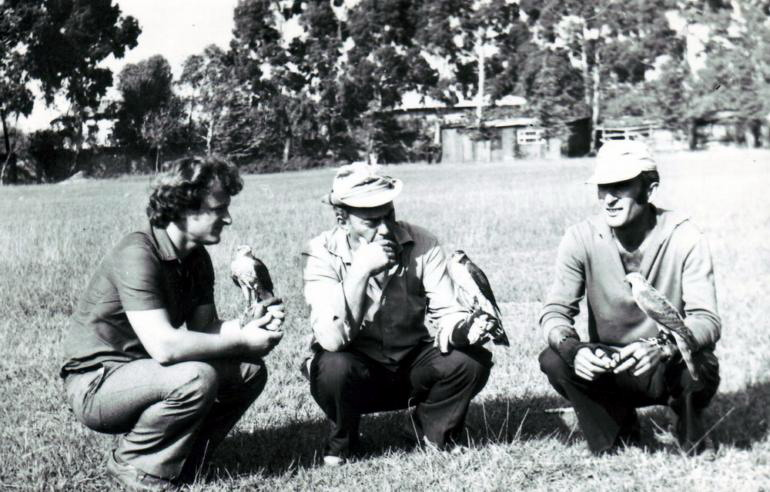
Trois fauconniers géorgiens avec leur Épervier d'Europe sur l'avant-bras.

L'Épervier d'Europe a été utilisé en fauconnerie depuis des siècles. L'empereur Akbar (1542-1605) de l'Empire moghol comptait ce rapace pour favori. Au Moyen Âge, l'Épervier d'Europe est l'oiseau des dames de rangs nobles ou royaux à cause de sa petite taille ; dans l'Angleterre du XVIIe siècle, ce rapace est utilisé par les prêtres, et reflète leur statut inférieur. Les fauconniers appellent un oiseau mâle « mousquet », terme dérivé du mot latin musca, qui signifie « mouche», via l'ancien français « moschet ».
Une tradition de Tunisie et de Géorgie consiste à utiliser des Éperviers d'Europe en migration pour attraper les Cailles des blés (Coturnix coturnix), et on compte 500 fauconniers à éperviers, appelés bazieri, ainsi qu'un monument leur étant dédié dans la ville de Poti. Les Éperviers d'Europe sont aussi très populaires en Irlande. Au cap Bon en Tunisie et en Turquie, des milliers de ces oiseaux sont capturés chaque année par les fauconniers et sont utilisés pour la chasse des Cailles des blés migrantes. Bien qu'ils fussent jadis relâchés à la fin de la saison, beaucoup sont aujourd'hui gardés en raison de la rareté des individus migrateurs.
L'Épervier d'Europe, surtout le mâle, est considéré comme l'un des oiseaux les plus difficiles à maîtriser en fauconnerie mais il est aussi décrit comme courageux et offrant un sport de haute qualité. Ils sont adaptés pour la capture de petites proies, comme l'Étourneau sansonnet (Sturnus vulgaris) ou le Merle noir (Turdus merula), mais peuvent aussi servir à attraper la Sarcelle d'hiver (Anas crecca), la Pie bavarde (Pica pica), les faisans et les perdrix. Au XIXe siècle il est également décrit comme le meilleur rapace pour la capture du Râle des genêts (Crex crex).